# Dinkelbier
 (octobre 2020).
Si vous disposez d'ouvrages ou d'articles de référence ou si vous connaissez des sites web de qualité traitant du thème abordé ici, merci de compléter l'article en donnant les références utiles à sa vérifiabilité et en les liant à la section « Notes et références ».
La dinkelbier (« bière d'épeautre » en allemand) est un type de bière de fermentation haute originaire de Bavière en Allemagne. Elle s'apparente aux weizenbier. 
Cette bière a une mousse très ferme et épaisse et sa teneur en alcool est modérée (4,5 %).

## Fabrication
Bien que l'épeautre soit très protéinique et qu'il faille le décortiquer, il est encore utilisé par quelques brasseries (rarement au-delà de 50 % en volume) car il offre un goût rustique.
Le brassage est rendu difficile du fait qu'une fois fermenté, cette céréale a besoin d'une période de maturation de plusieurs mois à très basse température.